# Takahisa Oguchi
Takahisa Oguchi (jap. 小口 貴久, Oguchi Takahisa; * 11. Januar 1979 in Nagano) ist ein japanischer Rennrodler.
Oguchi ist Student und lebt in Nagano. Seit 1993 ist er Rennrodler, seit 1999 gehört er dem japanischen Nationalkader an. Er tritt sowohl im Einsitzer als auch seit 2006 mit seinem Partner Toshiro Masaki im Doppelsitzer an. Sein erster Doppelpartner war Kei Takahisa. Bei ihrem ersten Einsatz auf ihrer Heimbahn in Nagano konnte das Doppel im letzten Rennen der Saison 1998/99 Siebte werden. Es sollte sein bis heute (Stand Dezember 2007) bestes Ergebnis bleiben. Bestes Ergebnis bei Rennrodel-Weltmeisterschaften war der achte Platz mit dem Team im Jahr 2005 in Park City. Bei den Olympischen Spielen 2006 wurde er 20. im Einsitzer. Vier Jahre zuvor trat er in Salt Lake City im Doppelsitzer an, stürzte jedoch.